# بيت النخيف (صنعاء)

تعديل مصدري - تعديل

بيت النخيف هي إحدى قرى مديرية بني حشيش التابعة لمحافظة صنعاء اليمنية، بلغ تعداد سكانها 2228 نسمة حسب الإحصاء الذي أجري عام 2004.